# Jaroslava Kretschmerová
Jaroslava Kretschmerová (* 1. September 1955 in Prag) ist eine tschechische Schauspielerin und Synchronsprecherin.

## Leben
Kretschmerová entstammt einer Künstlerfamilie, ihre Großmutter war am Národní divadlo, ihre Mutter eine Opernsängerin. Ihr Vater wiederum war Mitglied des Musiktheaters Karlín. Sie besuchte unter Miloš Nedbal die Prager DAMU. Seit 1978 ist sie Mitglied des Studios Ypsilon ebenda und hatte u. a. Gastspiele am Theater am Geländer.
Jaroslava Kretschmerová ist in Deutschland unter anderem für ihre Rollen in Fernsehserien wie etwa Der fliegende Ferdinand (als Lehrerin) und Die Rückkehr der Märchenbraut (als Roxana) bekannt. Sie ist die tschechische Synchronstimme von Barbra Streisand. 
Im Jahre 2001 erhielt sie die Nominierung für den Böhmischen Löwen als Beste Nebendarstellerin für ihren Auftritt in Jan Švankmajers Otesánek.

## Filmografie (Auswahl)
- 1980: Lauf, Ober, lauf! (Vrchní, prchni!)
- 1980: Liebe zwischen Regentropfen (Lásky mezi kapkami deste)
- 1981: Das Schäfchenzählen (Pocítání ovecek)
- 1981: Das Geheimnis der Burg in den Karpaten (Tajemství hradu v Karpatech)
- 1981: Nur so ein bißchen vor sich hinpfeifen (Jen si tak trochu pisknout)
- 1980: Kalamitäten (Kalamita)
- 1982: Wie die Hasen (Jako zajici)
- 1982: Wie die Welt um ihre Dichter kommt (Jak svet prichází o básníky)
- 1984: Der fliegende Ferdinand (Létající Cestmír) – TV-Serie
- 1984: Mit dem Teufel ist nicht gut spaßen (S čerty nejsou žerty)
- 1986: Die Tintenfische aus dem zweiten Stock (Chobotnice z druhého patra) – TV-Serie
- 1986: Stille Freude (Tichá radost)
- 1988: Der große und der kleine Klaus (Mikola a Mikolko)
- 1993: Die Rückkehr der Märchenbraut (Arabela se vrací) – TV-Serie
- 1995: Mutters Courage
- 1997: Lotrando und die schöne Zubejda (Lotrando a Zubejda)
- 2001: Otesánek